# Schwerinsdorf
Schwerinsdorf település Németországban, azon belül Alsó-Szászország tartományban. Lakosainak száma 700 fő (2023. december 31.). Schwerinsdorf Hesel és Firrel községekkel határos.

## Népesség
A település népességének változása:
| Lakosok száma | 705  | 697  | 698  | 696  | 693  | 700  |
|               | 2016 | 2017 | 2019 | 2021 | 2022 | 2023 |